# Jean Renard
Jean Renard, właśc. Jean Joseph Louis Ghislain Renard (ur. 12 lipca 1932 w Villers-le-Temple) – belgijski pięściarz, uczestnik igrzysk olimpijskich w 1952 w Helsinkach. Na igrzyskach wziął udział w turnieju w wadze koguciej. W pierwszej rundzie przegrał 0:3 z reprezentantem ZSRR Giennadijem Garbuzowem.